# Trycherus ornatus
Trycherus ornatus es una especie de coleóptero de la familia Endomychidae.

## Distribución geográfica
Habita en el Sureste de África.